# メヒルグル・トゥルスン
メヒルグル・トゥルスン（ウイグル語: مېھرىگۈل تۇرسۇن、ラテン文字転写：Mehrigül Tursun）は、ウイグル人の女性。中華人民共和国新疆ウイグル自治区におけるウイグル人大量虐殺の証言者である。

## 人物・来歴
中華人民共和国新疆ウイグル自治区バインゴリン・モンゴル自治州チャルチャン県出身。エジプトに留学していたウイグル人と結婚し三つ子を儲ける。2015年5月に帰国後、ウルムチ空港で拘束される。その際、子供と引き離されおり、そのうち1人（木艾子）はメヒルグルが3か月後に保釈されるまでに亡くなった。
2017年4月には再び収用される。3日に渡り不眠状態に置かれたり、電気ショックによる拷問を受け、8月末には精神病院に入院することとなった。2018年1月には3度目の拘束を受ける。この間、夫はメヒルグルを追うため中国に入国するが、懲役16年を宣告され消息を絶った。
また、これらの出来事は、日本の漫画家清水ともみによって「私の身に起きたこと (PDF) 」として漫画化されている。

### アメリカでの証言
アメリカ合衆国へ亡命後、連邦議会中国問題に関する連邦議会・行政府委員会では「電気いすに通電されるたびに全身が激しく震え、血管が痛みました。拷問するくらいなら殺して、と懇願しました」と証言。他にも、中国共産党を称える歌や詩を唱えさせられたり、錠剤や液体を無理やり飲まされたことによって大量に出血するものや死亡者が出たなどと証言をした。また、刑務官に何の罪を犯したのか問うと「ウイグル族であること自体が犯罪」と言われたという。

### 中国政府による反論
2021年4月には駐日中国大使館がツイッター上で、メヒルグルによる証言と漫画「私の身に起きたこと（英題：What has happend to me）」の挿絵に「ウソの証言」と文字を重ね合わせた画像を公表。また、2017年の拘束では彼女の持病に配慮し。20日間で刑事拘束を解除されたことから刑務所に入ったことや職業訓練センター（新疆ウイグル再教育収容所）に入ったことも一度もないと反論。「刑務所で９人のウイグル女性の死亡を目撃した」という証言も否定した。2015年に息子が亡くなったことについては、中国の国籍を持っていないことを理由とし否定した。